# Georg Dieck

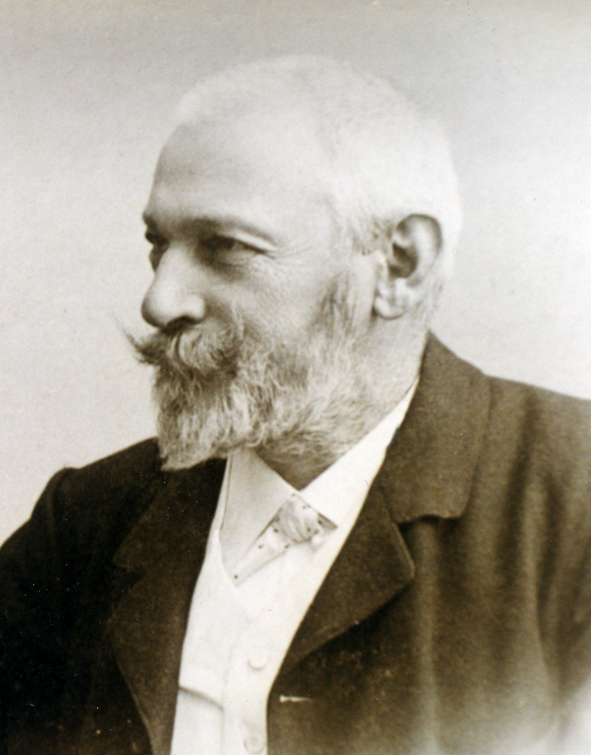
Bild von Georg Dieck

Georg Dieck (* 28. April 1847 in Zöschen; † 21. Oktober 1925 ebenda) war ein deutscher Botaniker und Entomologe. Sein offizielles botanisches Autorenkürzel lautet „Dieck“.

## Biografie
Nach dem Besuch des Gymnasiums in Naumburg studierte er Naturwissenschaften in Jena, wo er ein Schüler und Assistent von Ernst Haeckel war. 1870 richtete er in Zöschen ein großes Arboretum ein, in dem über 6000 verschiedene Gehölzarten kultiviert wurden. Neben dem, was er von Pflanzensammlern erwarb, ging Dieck auch selbst auf Expeditionen in die Rocky Mountains (1888), in den Kaukasus (1891) und Spanien (1892), wo er Käfer, Pflanzen und Moose sammelte und dabei neue Taxa wie Orthotrichum cupulatum var. baldaccii entdeckte. Weitere Reisen führten ihn nach Frankreich, Italien und Sizilien, Marokko, den Balkan und die Türkei. Nach Dieck sind mehrere Pflanzentaxa benannt, darunter Brachythecium dieckii und die Ahornhybride Acer × dieckii.
1900 wurde Diecks Wildrosensammlung mit 450 Rosensorten auf der Weltausstellung in Paris ausgestellt. Einige davon erwarb das Europa-Rosarium in Sangerhausen.

## Werke (Auswahl)
- Die Moor- und Alpenpflanzen (Eiszeitflora) des National-Arboretum u. Alpengartens Zöschen b. Merseburg : und ihre Cultur. E. Karras, Halle an der Saale, 1899
- Beiträge zur subterranen Käferfauna Südeuropas und Maroccos in Berliner Entomologische Zeitschrift 13. Jahrgang, Berlin 1869